# Salvatore Samperi
Salvatore Samperi (Padova, 26 luglio 1944 – Trevignano Romano, 4 marzo 2009) è stato un regista e sceneggiatore italiano.
Nei suoi film si è spesso occupato anche del casting e del soggetto.

## Biografia
Nato a Padova da una famiglia benestante, frequenta per un certo periodo l'Università di Padova, ma la abbandona per partecipare al Movimento Studentesco del 1968. Il primo periodo della carriera di Samperi ha le stigmate della critica "antiborghese".
Nel 1966 è segretario di edizione nel film di Marco Ferreri Marcia nuziale.
Ammiratore di Marco Bellocchio, con pochi fondi a disposizione realizza il suo primo lungometraggio, Grazie zia (1968), che segue idealmente la scia tracciata da I pugni in tasca. Sono presenti, già in questa sua opera prima, le due caratteristiche più importanti del suo cinema: la satira amara, cupa, contro la famiglia tradizionale, e la narrazione di un amore morboso e impossibile (in questo caso quello tra zia e nipote), che inaugurerà la stagione del film erotico all'italiana.
Nei successivi Cuore di mamma (1969) e Uccidete il vitello grasso e arrostitelo (1970), entrambi con le musiche di Ennio Morricone,  Samperi si concentra sull'agognato disfacimento della famiglia che diventa il tema predominante della sua poetica.
Il regista abbandona poi, per qualche tempo, i temi della protesta giovanile, dedicandosi alla satira di costume, con Un'anguilla da 300 milioni (1971) e Beati i ricchi (1972), entrambi con Lino Toffolo.

Laura Antonelli e Turi Ferro in Malizia (1973)

Nel 1973 realizza Malizia, il suo più famoso, e uno dei maggiori incassi del cinema italiano di ogni tempo (circa 6 miliardi di lire dell'epoca); ambientato nella Sicilia degli anni cinquanta, ad Acireale, descrive l'ascesa di una modesta cameriera che, grazie al fascino e ai turbamenti erotici che provoca nei suoi interlocutori maschi, diventa una signora altolocata. La pellicola consacrò Laura Antonelli come sex symbol del cinema degli anni settanta.
Un anno dopo, Samperi ritorna sullo stesso tema con Peccato veniale: ancora una volta, Laura Antonelli diventa oggetto del desiderio di un adolescente (interpretato ancora da Alessandro Momo, che morirà tragicamente un anno dopo). La pellicola ha un buon successo, ma incassa meno rispetto alla precedente.

Laura Antonelli in Peccato veniale (1974)

Nel 1976 Samperi realizza due progetti: il primo di questi, Scandalo (storia di una giovane donna che diventa schiava d'amore), viene offuscato dal successo del secondo, Sturmtruppen. Qui il regista non si limita a trasportare le strisce di Bonvi sul grande schermo, ma arricchisce il fumetto originario con una comicità umoristico-satirica e con una buona dose di anti-militarismo.
In seguito, il regista padovano realizza Nenè (1977), tratto da un romanzo di Cesare Lanza, ed Ernesto (1979), su un'iniziazione amorosa omosessuale, tratto da un'opera di Umberto Saba. Nello stesso anno Samperi torna al successo di botteghino con Liquirizia, sulla rabbia studentesca pre-1968. 
A Casta e pura (1981) fanno seguito Sturmtruppen 2 - Tutti al fronte (1982), il giovanilistico Vai alla grande (1983), l'erotico patinato  Fotografando Patrizia (1984), con Monica Guerritore, e  La Bonne (1986), in cui Samperi lancia l'attrice francese Florence Guérin. Nel 1988 produce i 12 episodi di Casa Capozzi, prima sitcom indipendente italiana, interpretata da Enzo Cannavale ed Isa Danieli.
Nel 1991 dirige il sequel di Malizia, Malizia 2mila, con una Laura Antonelli prossima al ritiro dalle scene (a causa di un intervento estetico disastroso da parte dell'attrice che denunciò lo stesso Samperi e il produttore Silvio Clementelli per averla obbligata a sottoporsi all'intervento). Dopo l'insuccesso di questo film, Samperi smette di fare cinema. Nel 1993 dirige il film TV Dov'eri quella notte e poi si ferma per una decina di anni, per tornare dietro alla macchina da presa con alcune fiction girate per Canale 5: Madame (2004), Il sangue e la rosa (2008) e soprattutto le prime due serie di L'onore e il rispetto (2006 e 2009), la seconda delle quali viene trasmessa alcuni mesi dopo la sua morte.
Muore il 4 marzo 2009 nella sua casa a Trevignano Romano. Il funerale laico viene celebrato nella sala del cinema "Palma" di Trevignano Romano il 6 marzo.

## Filmografia

### Cinema
- Grazie zia (1968)
- Cuore di mamma (1969)
- Uccidete il vitello grasso e arrostitelo (1970)
- Un'anguilla da 300 milioni (1971)
- Beati i ricchi (1972)
- Malizia (1973)
- Peccato veniale (1974)
- La sbandata (1974) (non accreditato; attribuito ad Alfredo Malfatti)
- Scandalo (1976)
- Sturmtruppen (1976)
- Nenè (1977)
- Liquirizia (1979)
- Ernesto (1979)
- Un amore in prima classe (1980)
- Casta e pura (1981)
- Sturmtruppen 2 - Tutti al fronte (1982)
- Vai alla grande (1983)
- Fotografando Patrizia (1984)
- La Bonne (1986)
- Malizia 2mila (1991)

### Televisione
- Dov'eri quella notte – miniserie TV (1993)
- Madame – miniserie TV (2004)
- L'onore e il rispetto – miniserie TV, diretta insieme a Luigi Parisi (2006)
- Il sangue e la rosa – miniserie TV, diretta insieme a Luciano Odorisio e Luigi Parisi (2008)
- L'onore e il rispetto - Parte seconda – miniserie TV, diretta insieme a Luigi Parisi e trasmessa postuma (2009)